# بول مارتنز
بول مارتنز (بالألمانية: Paul Martens) مواليد 26 أكتوبر 1983 في روستوك، ألمانيا الشرقية، هو دراج ألماني في صنف سباق الدراجات على الطريق.

## روابط خارجية
- بول مارتنز على موقع الاتحاد الدولي للدراجات (الإنجليزية)
- بول مارتنز على موقع أرشيف الدراجات (الإنجليزية)
- بول مارتنز على موقع إحصائيات الدراجات الإحترافية (الإنجليزية)
- بول مارتنز على موقع نسبة الدراجات (الإنجليزية)
- بول مارتنز على موقع CycleBase (الإنجليزية)